# 동복오씨 삼위 효열 정려
동복오씨 삼위 효열 정려는 대한민국 충청남도 공주시 우성면에 있다. 1997년 6월 5일 공주시의 향토문화유적 제28호로 지정되었다.

## 개요
공주에서 우성으로 가는 국도를 따라 가다가 우성 면소재지에 못 미쳐 단지리 월굴 동향사면 도로변 오른쪽에 동복오씨 정려가 위치한다. 
정려는 정면 3칸, 측면 1칸의 건물이다. 정려각 내에는 3인의 동복오씨 가문에서 배출한 열녀의 명정현판이 걸려 있는데 중앙에「烈女 資憲大夫 禮曹判書 兼 知經筵藝文館提學 吳挺晶妻 貞夫人 海州鄭氏之門」이란 현판이 있고, 우측에 「烈女 贈嘉善大夫 吏曹參判 兼 同知義禁府使 五衛都摠府副摠官 吳擴 妻 贈貞夫人南原尹氏之門」, 좌측에「孝婦 通德郎 吳始元妻 恭人晋州柳氏之門」현판이 걸려 있는데 현판 외에 아무런 자료가 없어서 명정 연대는 알 수가 없다. 

## 참고 문헌
- 公州大學校博物館 公州市,1995,《公州文化遺蹟》